# أنا غاستيير
أنا كريستينا غاستيير (بالإنجليزية: Ana Kristina Gasteyer)‏ هي ممثلة مسرح وأفلام وتلفيزيون أمريكية ولدت في يوم 4 مايو 1967 في مدينة واشنطن العاصمة في الولايات المتحدة، مثلت في المسلسل الكوميدي ساترداي نايت لايف من سنة 1996 إلى 2002 ومثلت في مسلسل السيتكوم سوبورغاتوري في 2014 ومثلت في عدة مسلسلات وأفلام ومسرحيات أخرى.

## روابط خارجية
- أنا غاستيير على موقع IMDb (الإنجليزية)
- أنا غاستيير على موقع قاعدة بيانات الأفلام العربية
- أنا غاستيير على موقع ألو سيني (الفرنسية)
- أنا غاستيير على موقع ميوزك برينز (الإنجليزية)
- أنا غاستيير على موقع أول موفي (الإنجليزية)
- أنا غاستيير على موقع قاعدة بيانات برودواي على الإنترنت (الإنجليزية)
- أنا غاستيير على موقع قاعدة بيانات الأفلام السويدية (السويدية)
- أنا غاستيير على موقع إن إن دي بي (الإنجليزية)
- أنا غاستيير على موقع أول ميوزيك (الإنجليزية)
- أنا غاستيير على موقع ديسكوغز (الإنجليزية)